# Томое Дзенімото Гвас
Томое Дзенімото Гвас (норв. Tomoe Zenimoto Hvas, 1 червня 2000) — норвезький плавець.
Учасник Олімпійських Ігор 2020 року.
Призер Чемпіонату Європи з плавання на короткій воді 2017, 2019 років.